# Prvenstvo Jugoslavije u košarci za žene 1959.
Prvenstvo Jugoslavije u košarci za žene za sezonu 1959. četrnaesti je put zaredom osvojila Crvena zvezda iz Beograda.

## Savezno prvenstvo
Igrano u Beogradu.
| mj | klub                    | ut | pob | por | koš+ | koš- | bod |
| -- | ----------------------- | -- | --- | --- | ---- | ---- | --- |
| 1. | Crvena zvezda (Beograd) | 3  | 3   | 0   | 179  | 134  | 6   |
| 2. | Radnički (Beograd)      | 3  | 2   | 1   | 170  | 148  | 4   |
| 3. | Olimpija (Ljubljana)    | 3  | 1   | 2   | 139  | 161  | 2   |
| 4. | Jugomontaža (Zagreb)    | 3  | 0   | 3   | 116  | 161  | 0   |

## Republička prvenstva

### Hrvatska
Konačni poredak: 

1. Jugomontaža (Zagreb)
2. Split (Split)
3. Partizan (Pula)
4. Mladost (Zagreb)
5. Lokomotiva (Zagreb)
6. Tekstilac (Sinj)
7. Nafta (Rijeka)